# Freddy Mamani
Freddy Mamani Silvestre (* 1. November 1971 in Catavi) ist ein bolivianischer Ingenieur, Maurer und autodidaktischer Architekt im südamerikanischen Anden-Staat Bolivien, bekannt geworden durch seine auffälligen Bauwerke „neoandiner Architektur“ (nueva arquitectura andina) – auch genannt „Transformer-Architektur“ (arquitectura transformer) – mit mehr als sechzig Projekten in der bolivianischen Großstadt El Alto.

## Biographie
Mamani wurde am 1. November 1971 in der kleinen Aymara-Bergarbeitersiedlung Catavi im Municipio Llallagua im Departamento Potosí geboren. Mit 14 Jahren nahm er eine Tätigkeit als Hilfsmaurer auf, begann dann im darauffolgenden Jahr eine Ausbildung an der technologischen Fakultät für Zivilbauten der Universidad Mayor de San Andrés (UMSA) in La Paz, und studierte anschließend Bauingenieurswesen an der Universidad Boliviana de Informática (UBI) in La Paz.

## Architektur

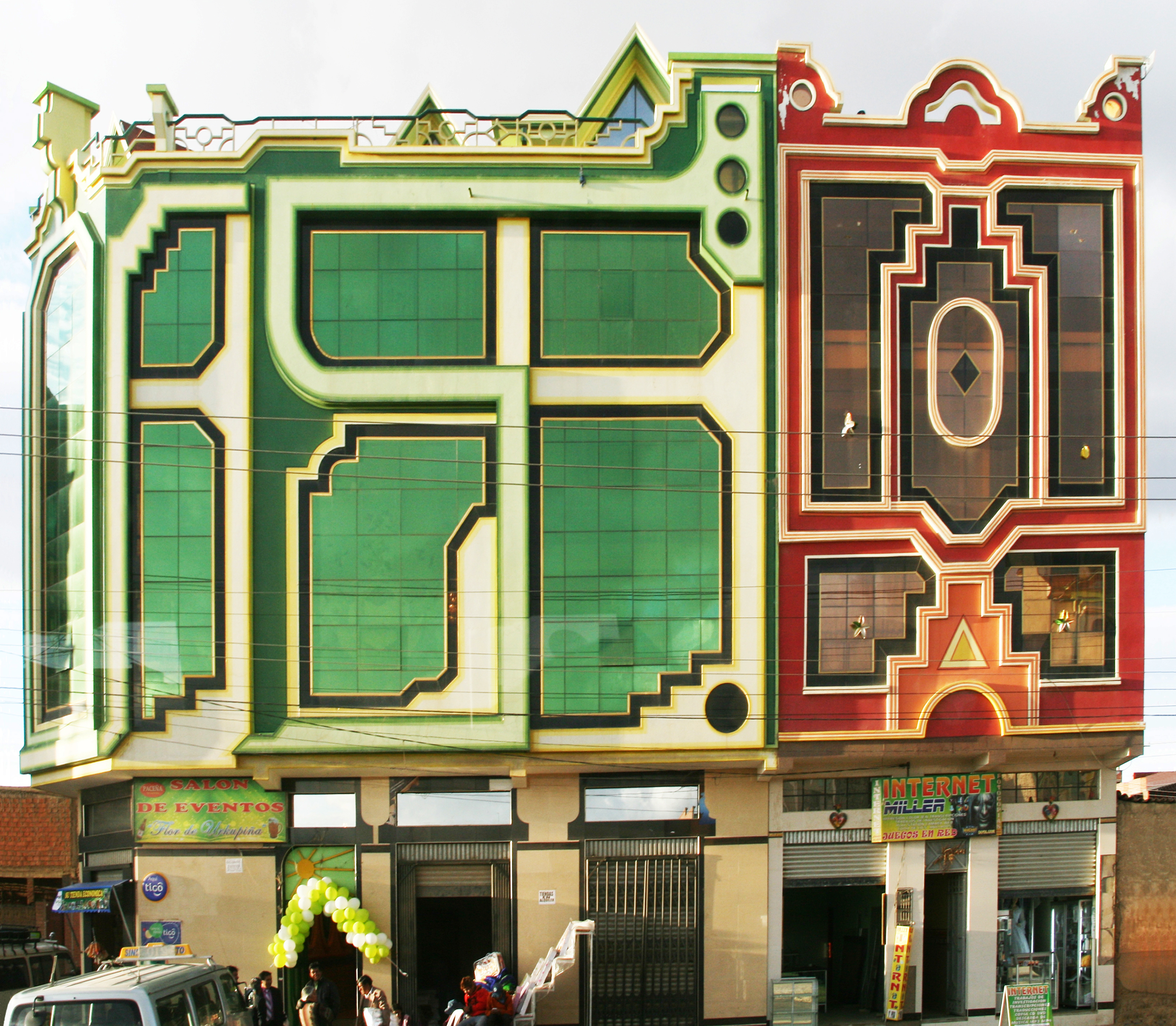
Mamani-Fassade in El Alto

Mamanis Betätigungsfeld ist vor allem die Millionenstadt El Alto auf dem bolivianischen Altiplano, Nachbarstadt des Regierungssitzes La Paz. El Alto, zweitgrößte Stadt Boliviens auf der baumlosen Hochebene in einer Höhe von 4000 m, wird städtebaulich dominiert durch einfache Backsteinbauten in rot, Asphaltbänder in grau und unbefestigte Nebenstraßen in braun. Unter der inzwischen mehr als zehnjährigen Präsidentschaft von Evo Morales haben die indigenen Bevölkerungsgruppen des Landes ein neues Selbstbewusstsein entwickelt, und Mamanis Architektur drückt dieses erstarkte Selbstbewusstsein in seiner Architektur und Fassadengestaltung augenfällig aus. Vergleichbar der Baugestaltung von Friedensreich Hundertwasser zeichnen sich Mamanis Gebäude durch fantasievolle Lebendigkeit und Individualität aus, mit deutlichen Anspielungen auf die Traditionen der Aymara, der größten Volksgruppe Boliviens. Die Farben ähneln denen auf Ponchos und anderen Trachten aus dem Altiplano, die Formen erinnern oft an Schmetterlinge, Schlangen oder Kondore, die in der Mythologie der Aymara eine zentrale Rolle spielen.

## Dokumentarfilm
Die DVD zu dem Dokumentarfilm Schlachthäuser der Moderne von Heinz Emigholz enthält ein ausführliches Gespräch mit Freddy Mamani und dokumentiert seine Arbeiten in dem Film Mamani in El Alto (D2022, 62 min).